# 竹内章 (地質学者)
竹内 章（たけうち あきら、1950年 - ）は、日本の地質学者。富山大学名誉教授。専門は構造地質学。学位は、理学博士（大阪市立大学）。
テクトニクスが専門で、火山や活断層・山地の隆起など現在進行中の地殻変動を物理地学の方法で調べ、探査機による深海底調査やGPS観測にも取組んでいる。

## 来歴
- 長野県上伊那郡箕輪町出身[2]
- 長野県諏訪清陵高等学校卒業
- 金沢大学理学部地学科卒業
- 大阪市立大学大学院理学研究科博士課程修了
- 1979年 ‐ 富山大学理学部助手
- 1986年 ‐ 富山大学教養部助教授
- 富山大学理学部准教授を経て、富山大学大学院理工学研究部教授
- 2016年 ‐ 富山大学退職。

## トピックス
2017年に放送された、NHKブラタモリの第86・87回に出演し、黒部ダム付近の地形・地質、黒部峡谷の成り立ちについて解説した。